# Clearwater National Forest
Der Clearwater National Forest ist ein 10.500 Quadratkilometer großer National Forest im östlichen Zentrum des US-Bundesstaats Idaho. Er erstreckt sich dabei über Gebiete des Idaho Countys, des Clearwater Countys und des Shoshone Countys und wird dabei im Osten vom Staat Montana, im Norden von den Idaho Panhandle National Forests und im Süden und Westen vom Nez Perce National Forest umgeben. Nächster Ort ist Orofino.
Durch den Clearwater National Forest fließen der Lochsa River und der Clearwater River.

## Geschichte
Der Clearwater National Forest und der Nez Perce National Forest wurden 2012 administrativ als Nez Perce-Clearwater National Forests mit der Hauptverwaltung in Kamiah zusammengeführt.
Der Clearwater National Forest wurde am 1. Juli 1908 per Dekret von Präsident Theodore Roosevelt gegründet und dabei aus Land des Coeur d’Alene National Forest und dem Bitterroot National Forest zusammengesetzt. Am 29. Oktober 1934 wurde das Gebiet zusätzlich durch Gebiete des Selway National Forest ergänzt.
Im Jahre 1994 kam es zu einer der stärksten Waldbrandaktivitäten in der nördlichen Region des U.S. Forest Service, davon alleine 301 Waldbrände im Clearwater National Forest. Dabei wurde im Clearwater National Forest durch eine der zuständigen Feuerbekämpfungseinheiten, dem sogenannten „Powell Complex“, neue Feuerbekämpfungsmethoden angewendet. Diese reduzierten die Kosten der Truppe, obschon sie die meisten Brände aller für den Clearwater National Forest zuständigen Trupps hatte. Die Kosten gingen um circa 1300 % von den projektierten Kosten von etwa 14,5 Mio. Dollar auf etwa 1,2 Mio. Dollar zurück bei einer bekämpften Fläche von rund 6000 Hektaren.
Nach verheerenden Stürmen mit vielen Erdrutschen im ganzen Nordwesten der USA im Winter 1995 zu 1996 kamen Gespräche zum Rückbau von Straßen in diversen National Forests auf. Man kam zum Schluss, dass ungenutzte oder gesperrten Straßen eine der Hauptgründe von Abrutschen von Sedimenten in Flüsse seien. Im Clearwater National Forest ging der Rückbauprozess dieser Straßen schneller voran als in anderen Gebieten. Somit wurden alle nicht mehr für das Transportsystem im Wald benötigten Straßen mit einer Länge von etwa 800 km Länge schrittweise zurückgebaut und die freigewordenen Flächen bepflanzt. Damit erhoffte man sich einen Rückgang der bereits erwähnten Sedimentabrutsche in die Flüsse und somit einen geringeren Einfluss von verschmutzten Flüssen.

## Flora und Fauna
Der Clearwater National Forest gilt als sehr rau und wild und bietet so vielen Tieren einen unberührten, friedlichen Lebensraum. In ihm leben viele Elche, Bären, Fische wie gesondert Lachse etc. Durch seine viele Canyons konnten sich im Clearwater National Forest heute eher küstenähnliche Bewaldungen des Miozäns und des Pliozäns erhalten, die sonst für diese Region untypisch sind. Die Region hat viele Vegetationstypen, die sonst eher westlich der Kaskadenkette heimisch sind als auch normale Vegetation aus den zentralen Rocky Mountains. Somit ist die Region um den Clearwater National Forest vegetationstypisch einzigartig. So sind die Täler charakterisiert durch feucht-liebende Pflanzen, wie dem Pfauenrad-Frauenhaarfarn.
Aufgrund des erheblichen Rückbaus von Straßen im Clearwater National Forest wurden Studien durchgeführt, ob Wildtiere stillgelegte Straßen häufiger benutzen als benachbarte offene Straßen. Die Studie war ein voller Erfolg und konnte als Erste diesen Verhalt beweisen. Somit werden auch aufgrund dessen die Straßen im Clearwater National Forest auf die geringst mögliche Anzahl reduziert.